# Chiba Monorail
El Chiba Monorail es un tren colgante construido con el sistema SAFEGE ubicado en la ciudad japonesa de Chiba. La línea, construida por la empresa Mitsubishi Heavy Industries, se inauguró en marzo de 1988. Con una longitud de 15,2 kilómetros, es actualmente el tren colgante más largo del mundo (a fecha de julio de 2023).
En el centro de la ciudad de Chiba, la línea cruza el río Yoshikawa. En este tramo, la integración del tren en el paisaje urbano presenta notables similitudes con el Schwebebahn de Wuppertal.
Aquí hay algunos detalles adicionales sobre el Chiba Monorail:
Número de estaciones: 18
Tiempo de viaje: 37 minutos
Velocidad máxima: 80 km/h
Capacidad: 1.000 pasajeros por tren
Elevación máxima: 40 metros
El Chiba Monorail es un popular medio de transporte para los residentes de Chiba y una atracción turística para los visitantes de la ciudad.

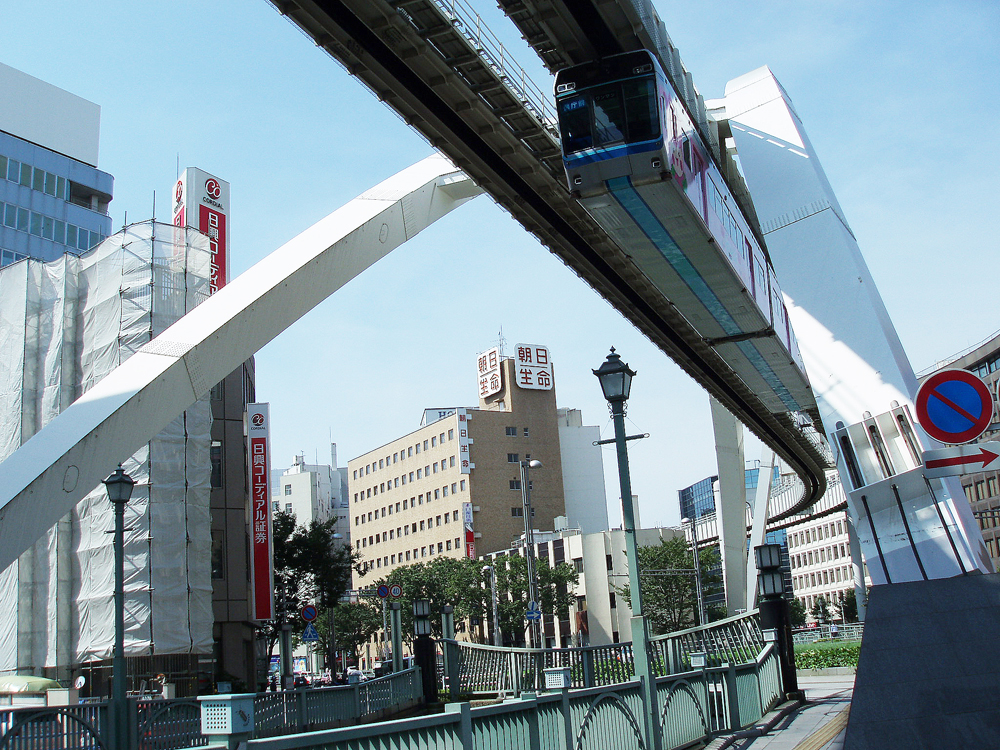
El tren cruza una carretera de varios carriles cerca de la estación Yoshikawa-kōen. La superestructura es casi idéntica a la que se encuentra cerca de las estaciones Ohligsmühle y Kluse en Wuppertal.
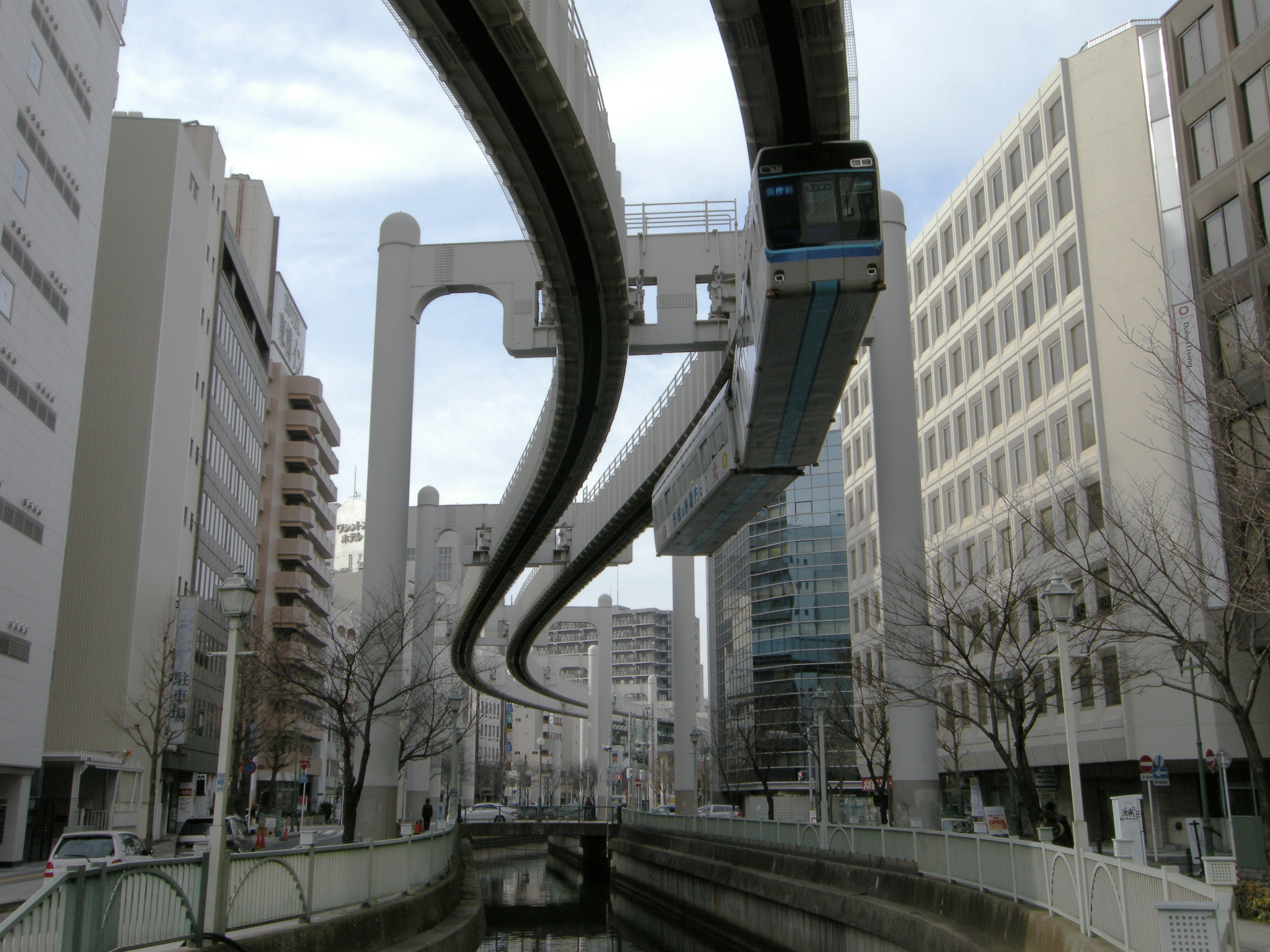
Inmediatamente al norte hay un tramo de la ruta muy similar al tramo de la ruta en Wuppertal entre las estaciones Hauptbahnhof y Kluse.
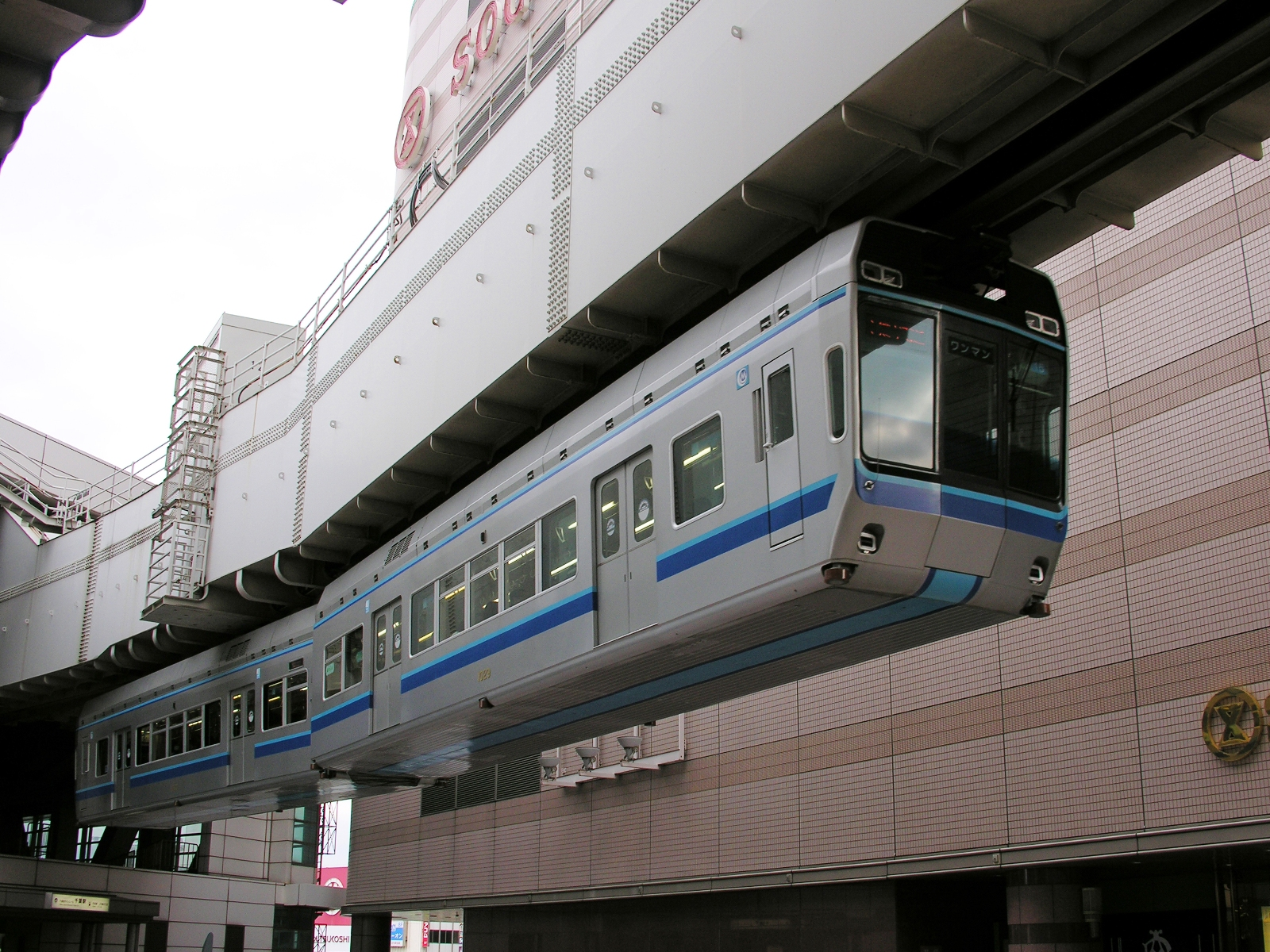
Conjunto de tren tipo 1000 compuesto por los vagones 1023 y 1024 en 2010 (desmantelado en febrero de 2023)
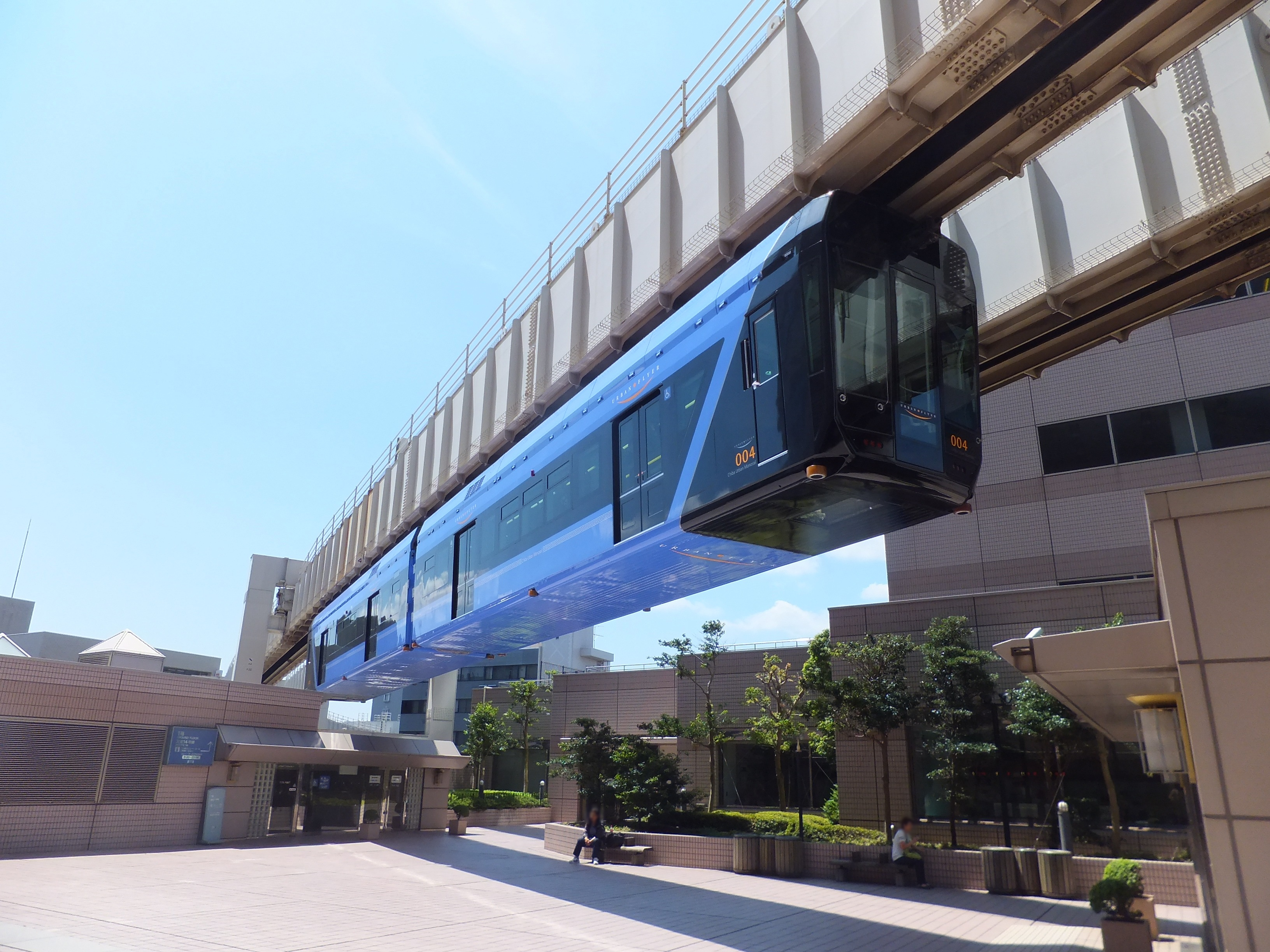
Conjunto de tren tipo 0 "Urban Flyer" compuesto por los vagones 003 y 004